# Philippine Heart Center
Het Philippine Heart Center (PHC) is een overheidsziekenhuis in de Filipijnse stad Quezon City dat gespecialiseerd is hart- en vaatziekten. Het ziekenhuis werd in 1975 opgericht middels een decreet van president Ferdinand Marcos met de bedoeling om de Filipijnen van een vooraanstaand ziekenhuis op het gebied van hart- en vaatziekten te voorzien.
Het PHC is gehuisvest in vier gebouwen op een terrein van 2,7 hectare aan East Avenue in Diliman, Quezon City en heeft een capaciteit van 283 bedden.